# Cole Camp (Misuri)
Cole Camp es una ciudad ubicada en el condado de Benton en el estado estadounidense de Misuri. En el Censo de 2010 tenía una población de 1121 habitantes y una densidad poblacional de 331,92 personas por km².

## Geografía
Cole Camp se encuentra ubicada en las coordenadas 38°27′35″N 93°12′8″O / 38.45972, -93.20222. Según la Oficina del Censo de los Estados Unidos, Cole Camp tiene una superficie total de 3.38 km², de la cual 3.37 km² corresponden a tierra firme y (0.08%) 0 km² es agua.

## Demografía
Según el censo de 2010, había 1121 personas residiendo en Cole Camp. La densidad de población era de 331,92 hab./km². De los 1121 habitantes, Cole Camp estaba compuesto por el 98.22% blancos, el 0% eran afroamericanos, el 0.09% eran amerindios, el 0.27% eran asiáticos, el 0% eran isleños del Pacífico, el 0.27% eran de otras razas y el 1.16% pertenecían a dos o más razas. Del total de la población el 0.89% eran hispanos o latinos de cualquier raza.